# Biserica de lemn din Cisteiu de Mureș

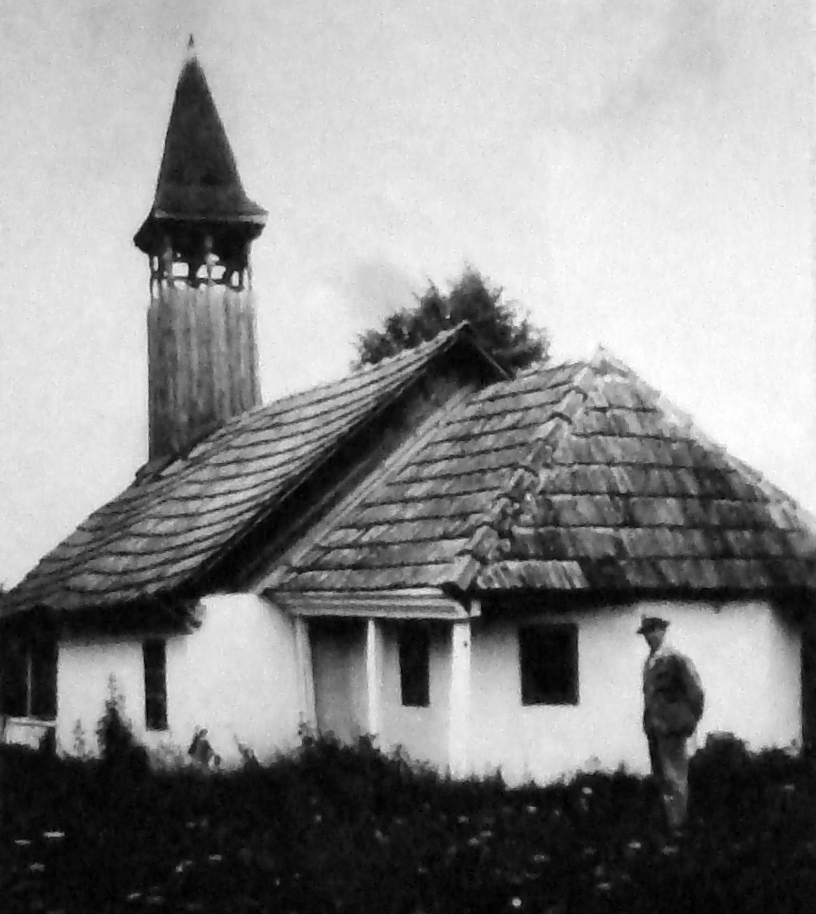
Vechea biserică de lemn din Cisteiu de Mureş, județul Alba, înainte de distrugerea ei la inundațiile din 1975

Biserica de lemn din Cisteiu de Mureș, a fost distrusă în timpul inundațiilor catastrofale din 1975, ea aflându-se chiar în lunca inundabilă a Mureșului. Pe timpul regimului comunist s-a putut obține doar o autorizație de refacere din temelii, biserica fiind reconstruită exact în același loc, pe aceeași fundație din material nou. S-au păstrat clopotele, cele două toace și icoanele vechi. Biserica actuală de lemn cu hramul „Sfinții Arhangheli”, figurează pe lista monumentelor istorice din județul Alba (cod LMI AB-II-m-A-00205), deși nu mai păstrează atributele necesare unei astfel de protecții.

## Istoric și trăsături
Vechea biserică nu avea documente care să ateste anul zidirii, doar șematismul Mitropoliei de Alba Iulia și Făgăraș pe anul 1900, amintește  de parohia Cistei, care, în 1852, prezenta credincioșilor numai o mică biserică din bârne din lemn, iar averea bisericii consta din câteva bucăți de pământ „arător”. Tradiția păstrată între credincioși spunea că în Cisteiu Unguresc (denumirea din timpul ocupației austro-ungare) exista o parohie greco-catolică după 1750. În vremea când episcopul român Inochentie Micu-Klein se găsea în surghiun la Roma, pe vatra Mureșului, în Cistei, li s-a construit credincioșilor români o mică biserică din lemn, acoperită cu șindrilă. Pe timpul acela românii din Cistei numărau 120 de suflete. Biserica era construită în formă de navă, avea în față un turn înalt. Pe la 1870 a suferit diferite transformări, i s-a făcut un mic târnaț (antreu) în partea dreaptă. În 1921 s-a tencuit interior și exterior și s-a acoperit cu țiglă roșie. Pe catapeteasmă exista o pictură foarte veche, pe pânză, în stil bizantin. Actuala biserică are un iconostas foarte frumos, confecționat la schitul Afteia-Cioara.

## Galerie de imagini

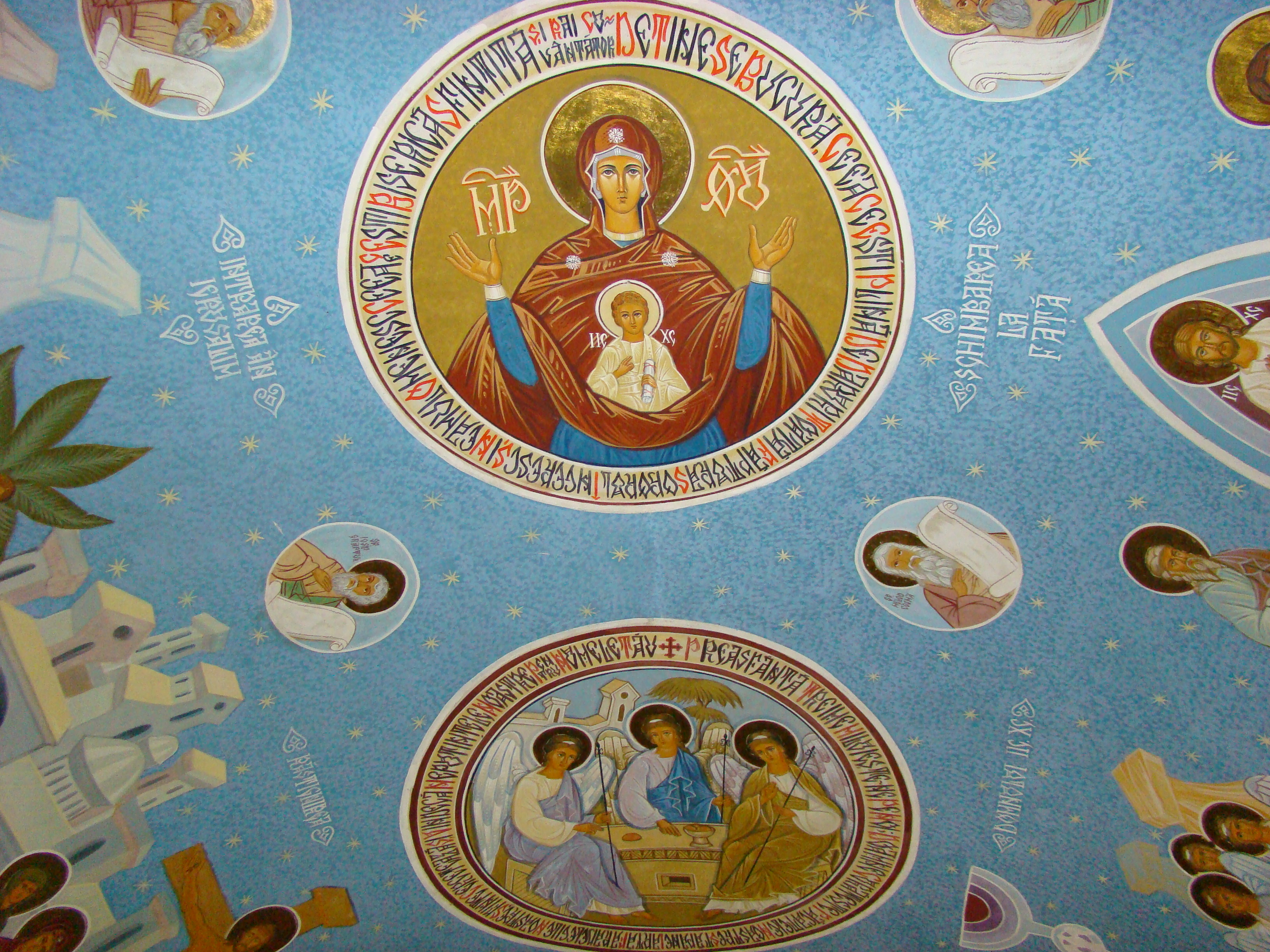
Pictură pe bolta bisericii
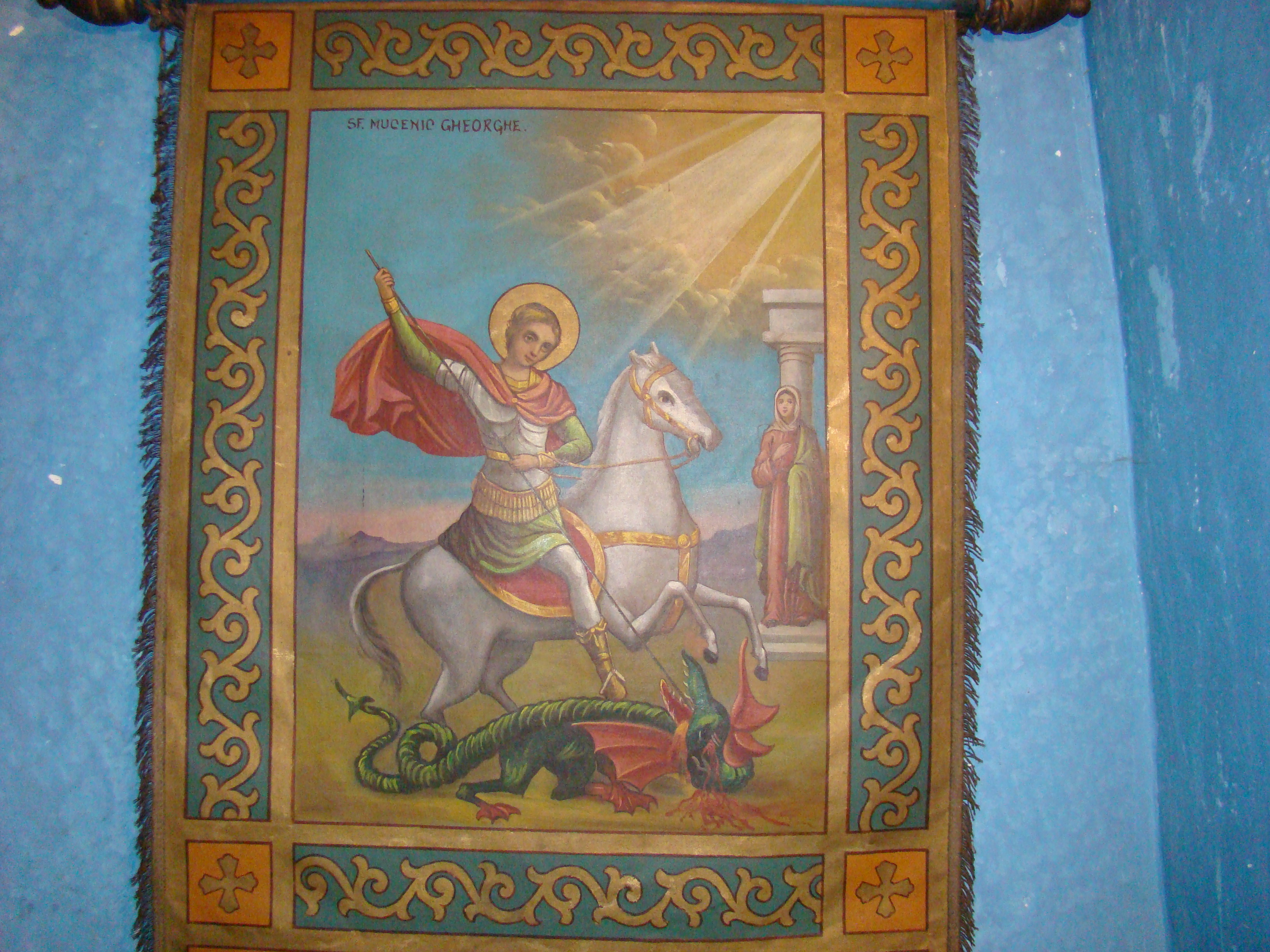
Detaliu pictură: Sfântul Gheorghe
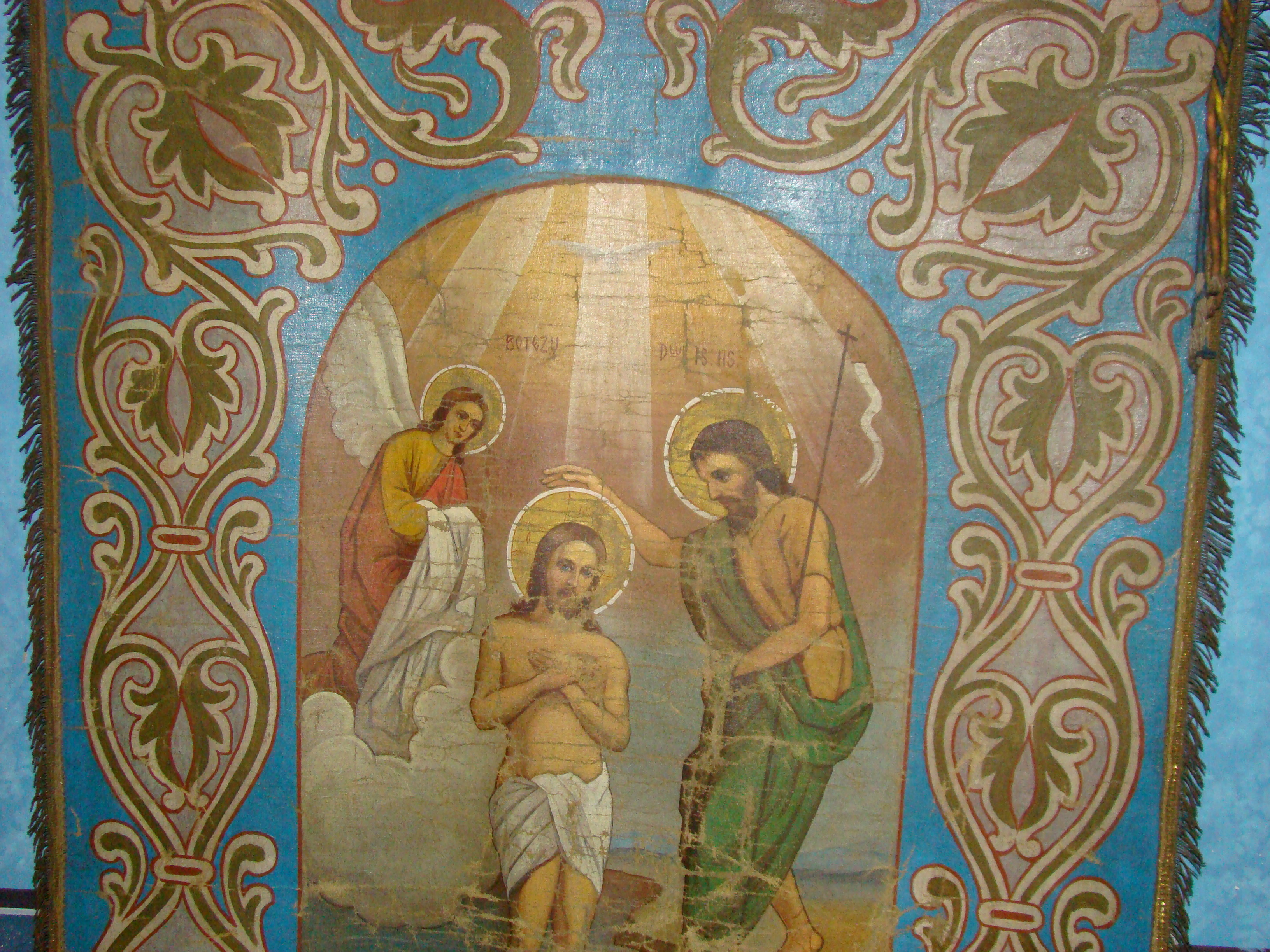
Detaliu pictură: Botezul Domnului
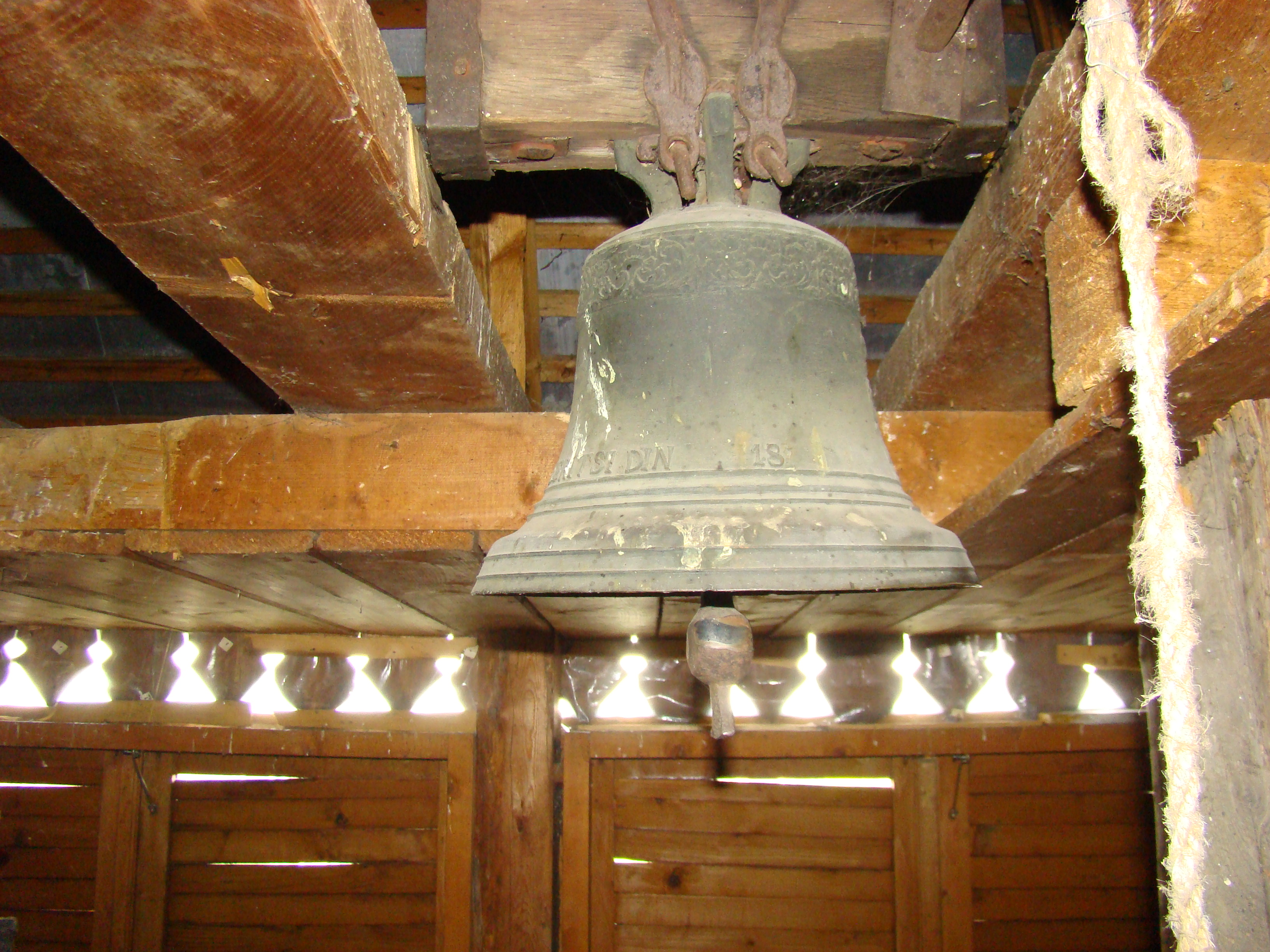
Clopotul
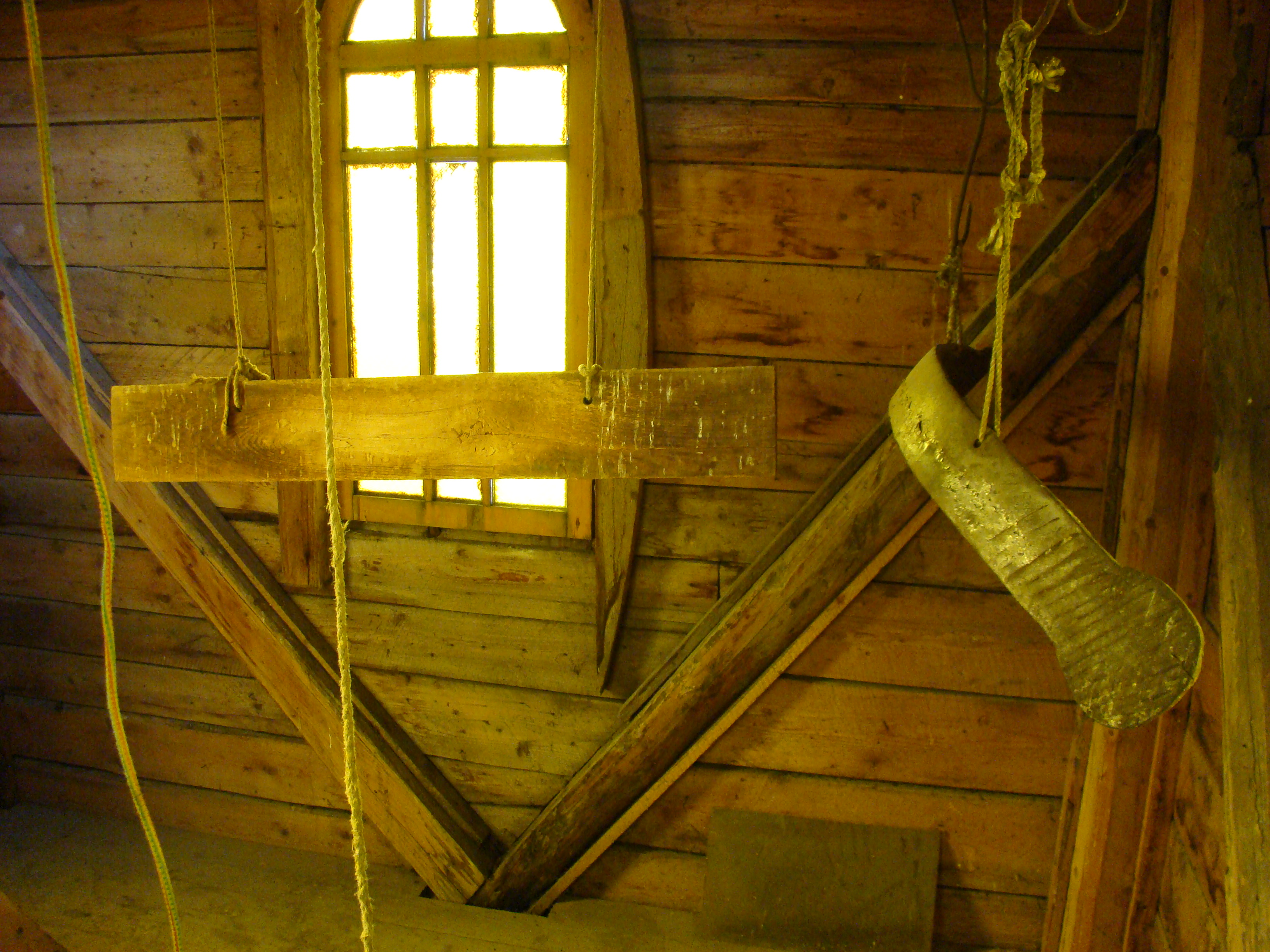
Toacă
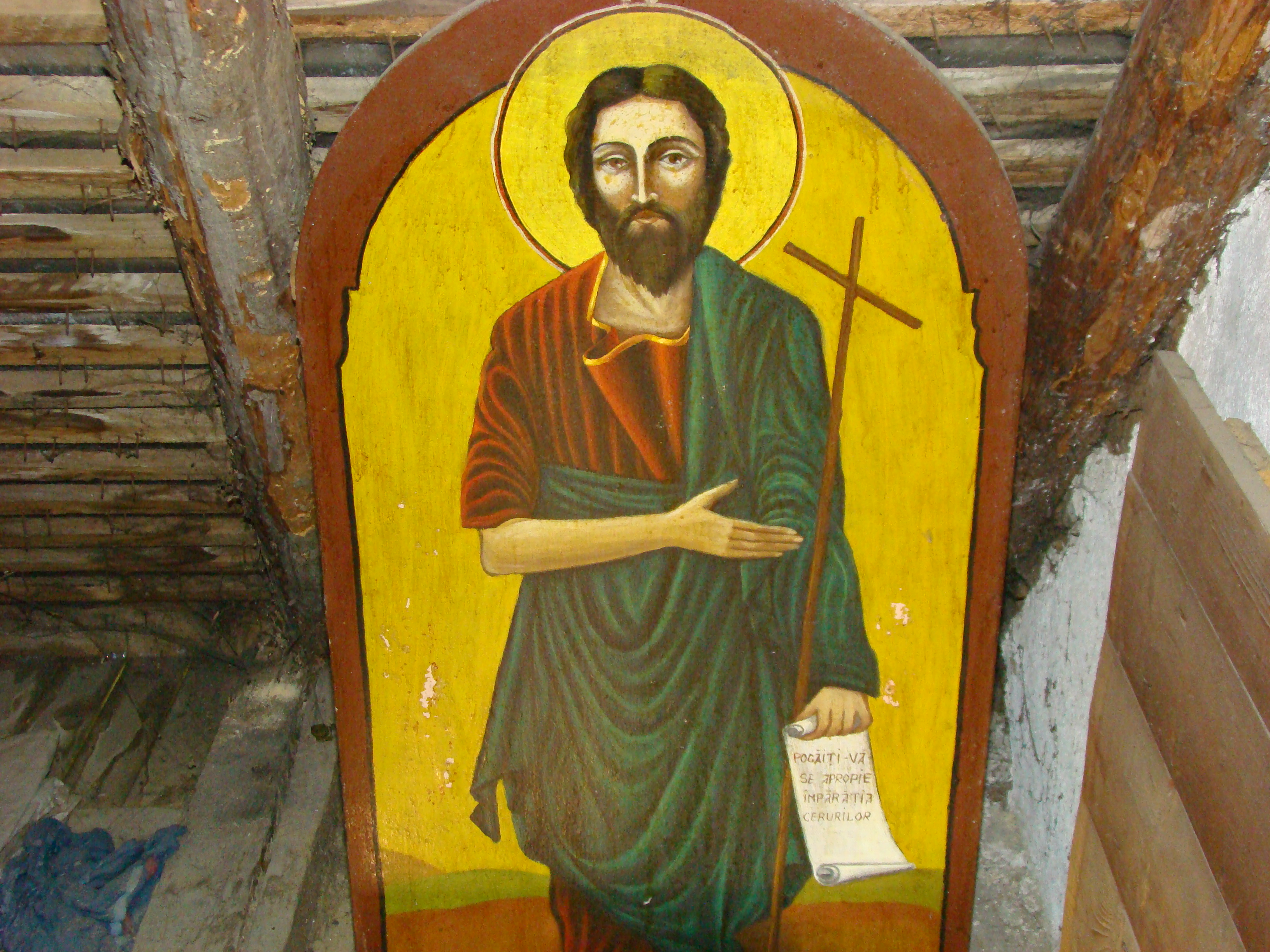
Icoană în podul bisericii
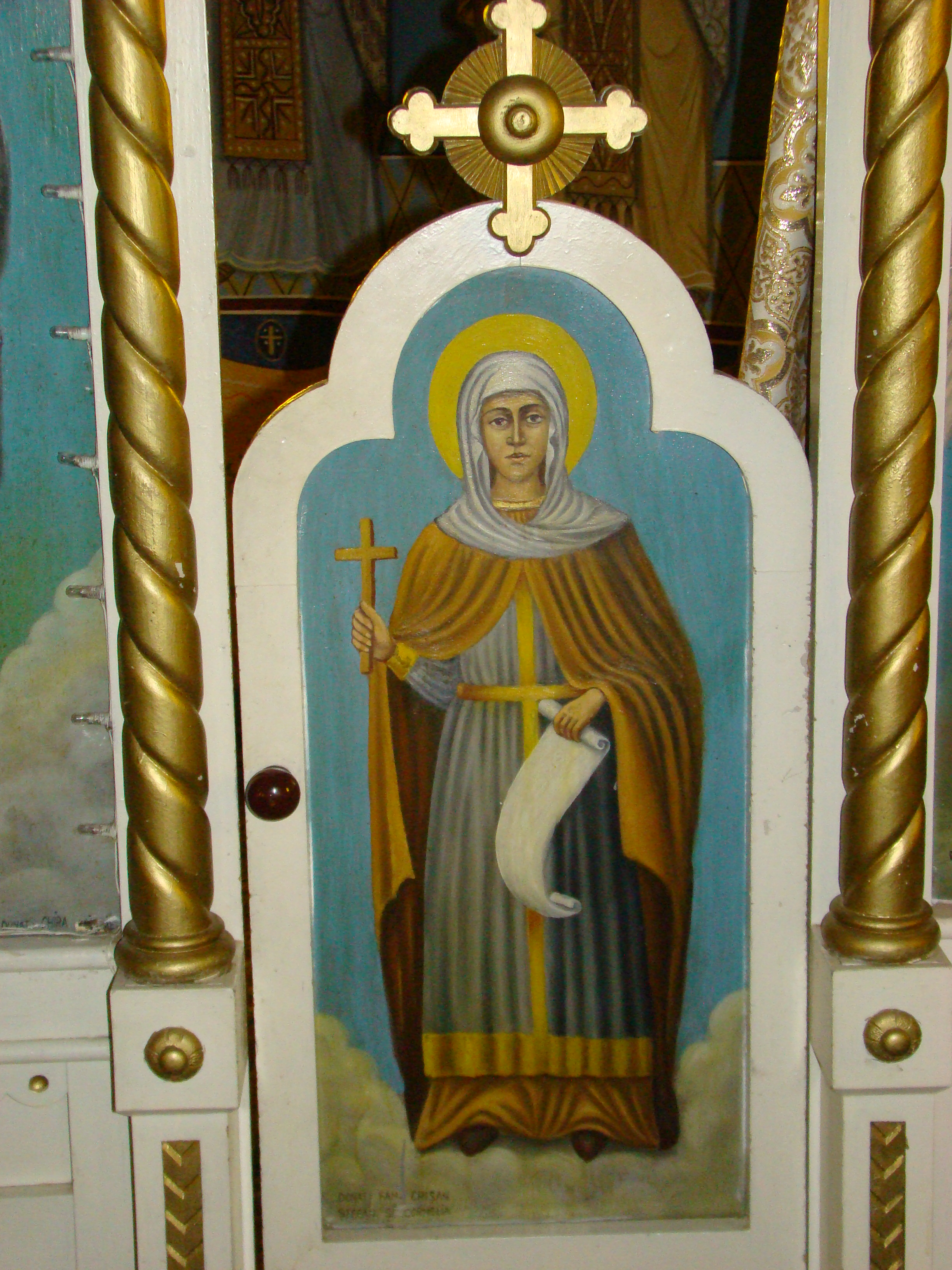
Uşă diaconească
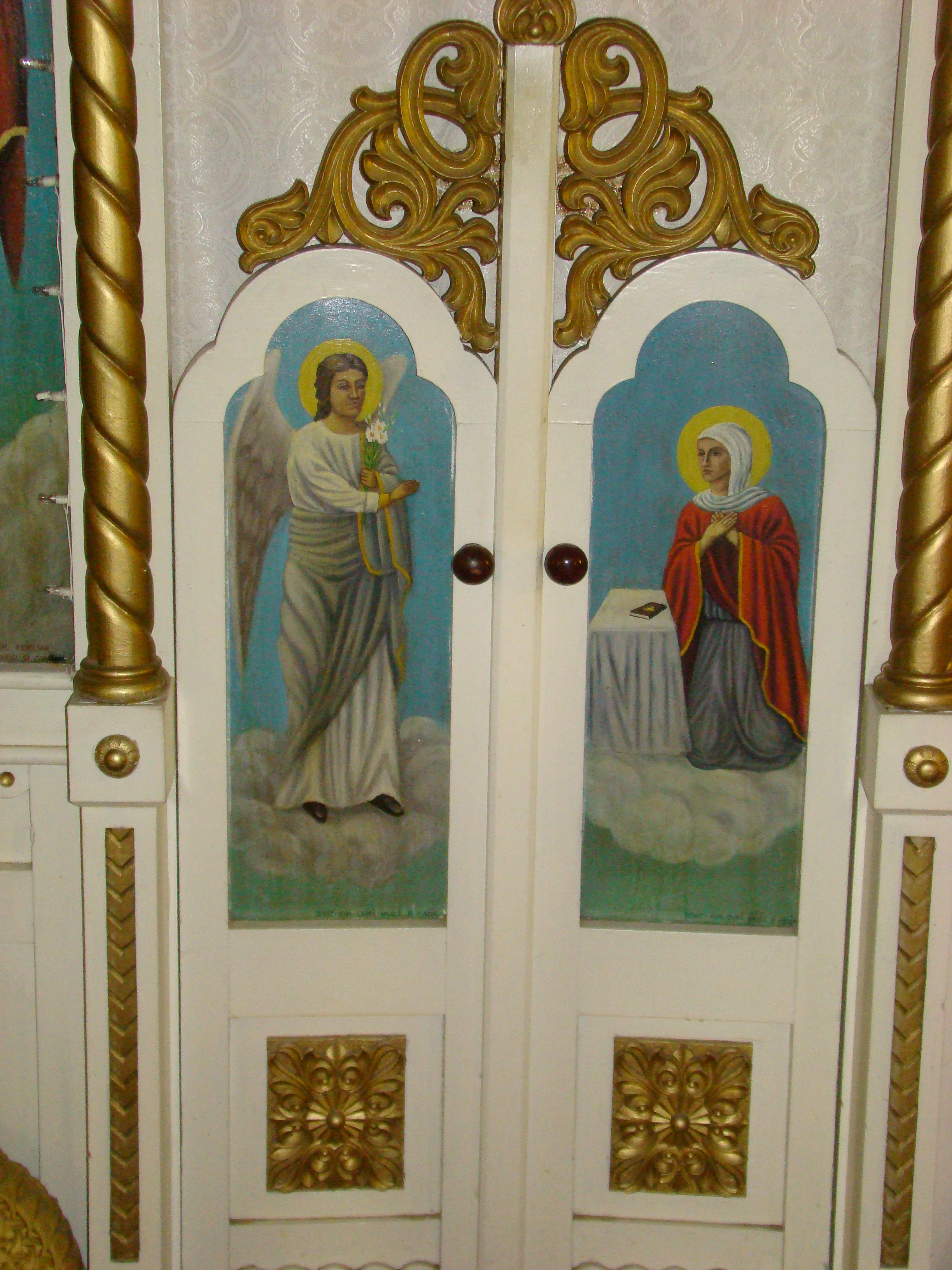
Uşile împărăteşti
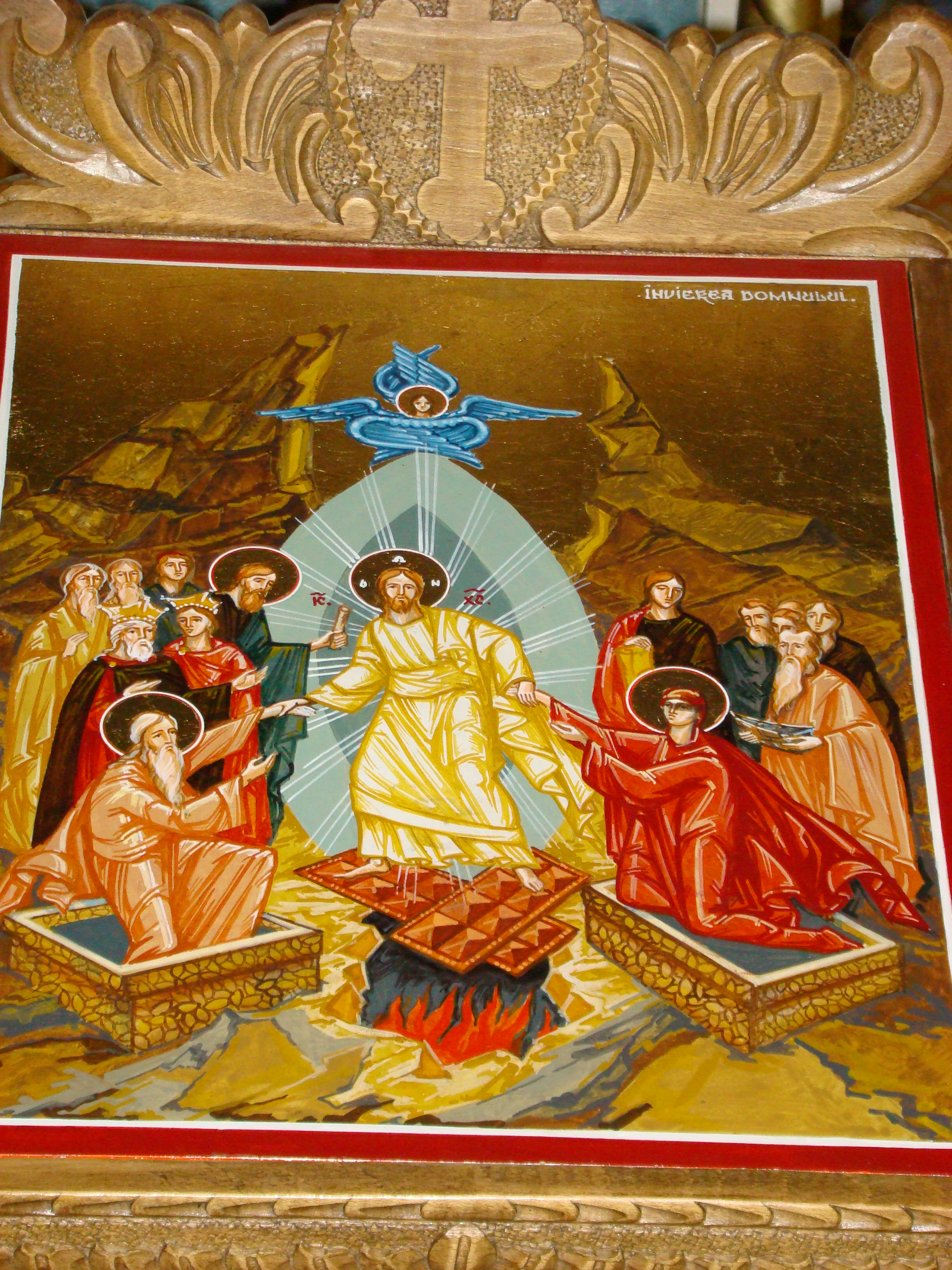
Icoană
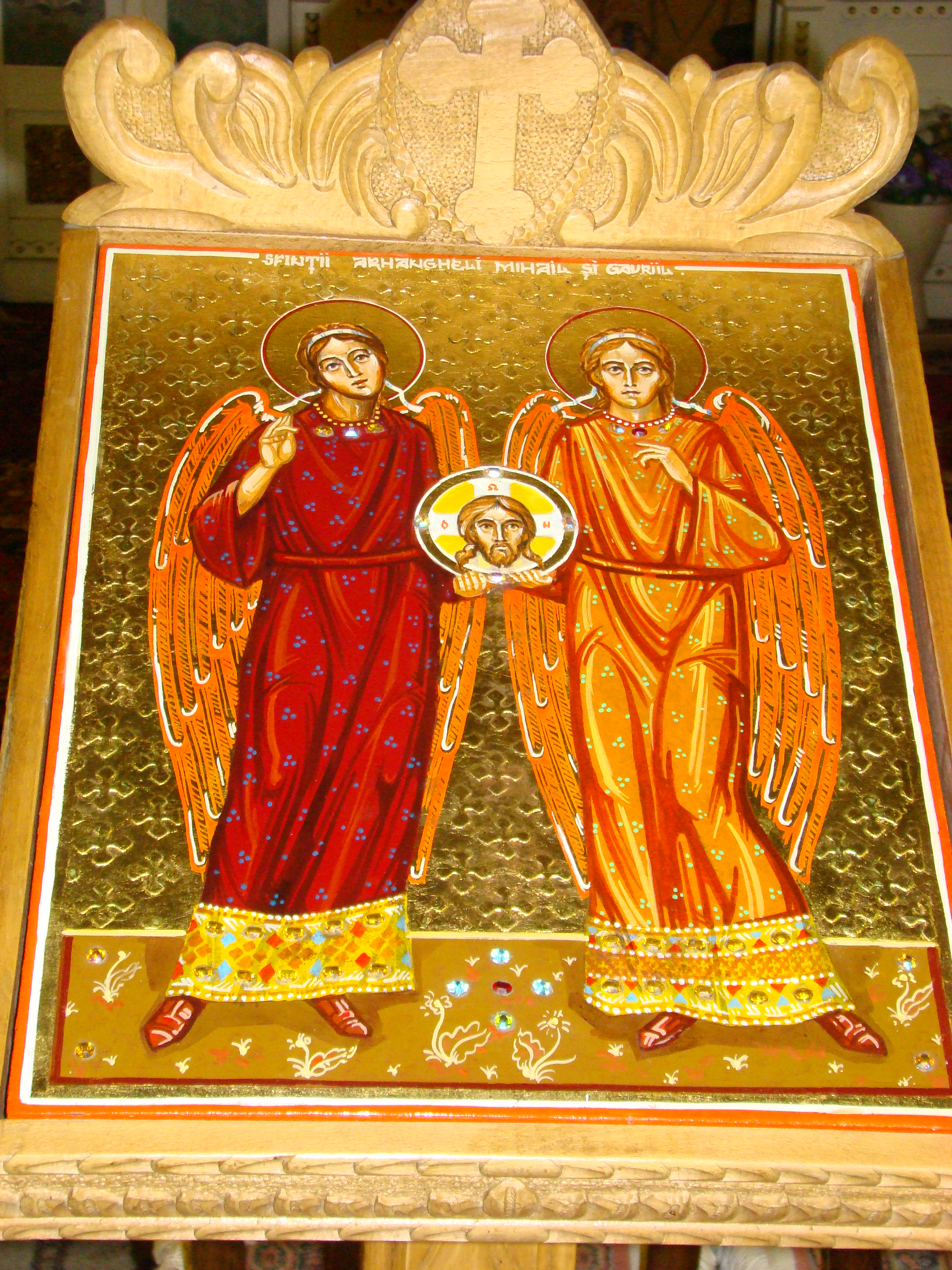
Icoană
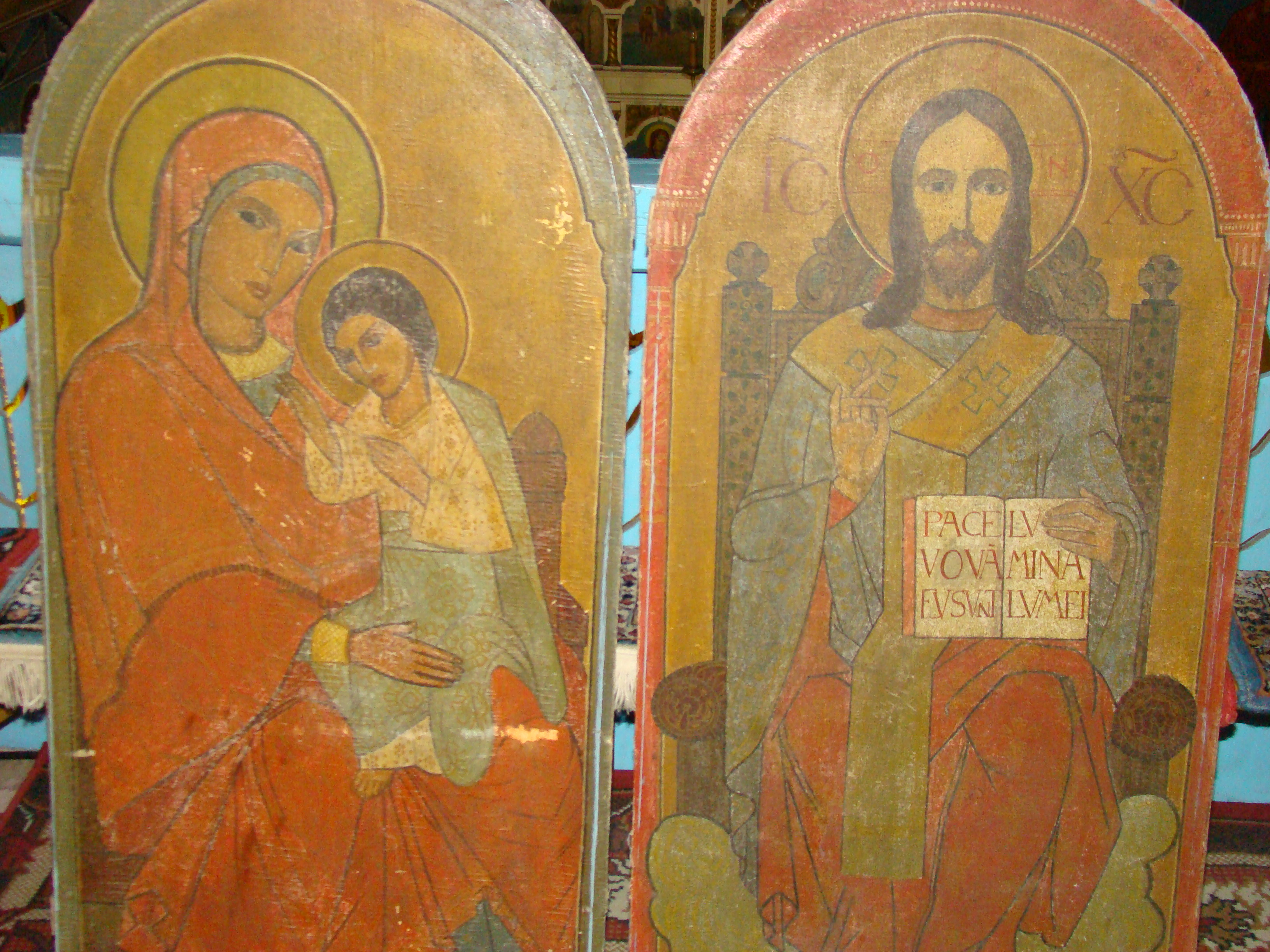
Icoane: Maica Domnului şi Isus Cristos
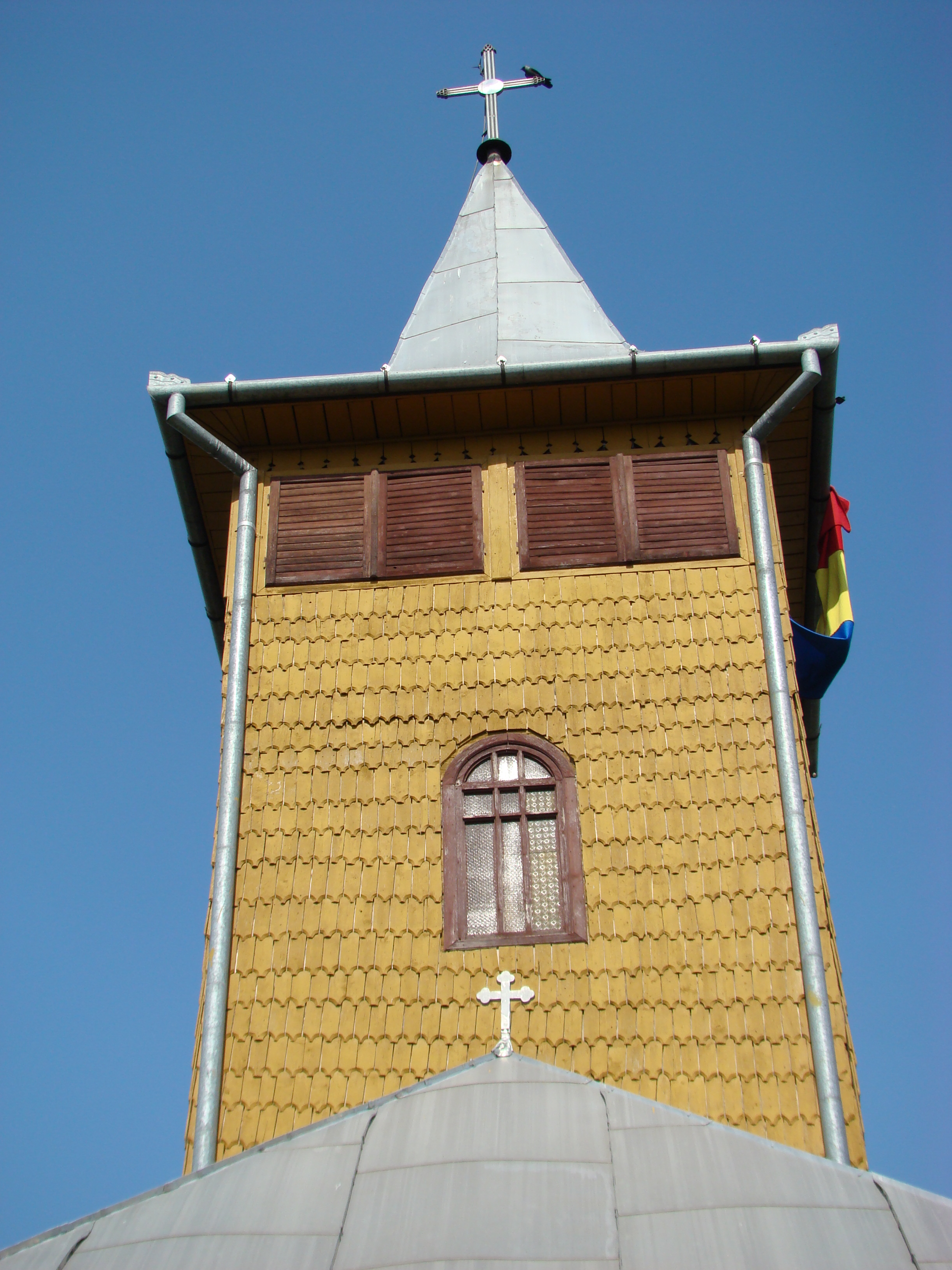
Turnul bisericii
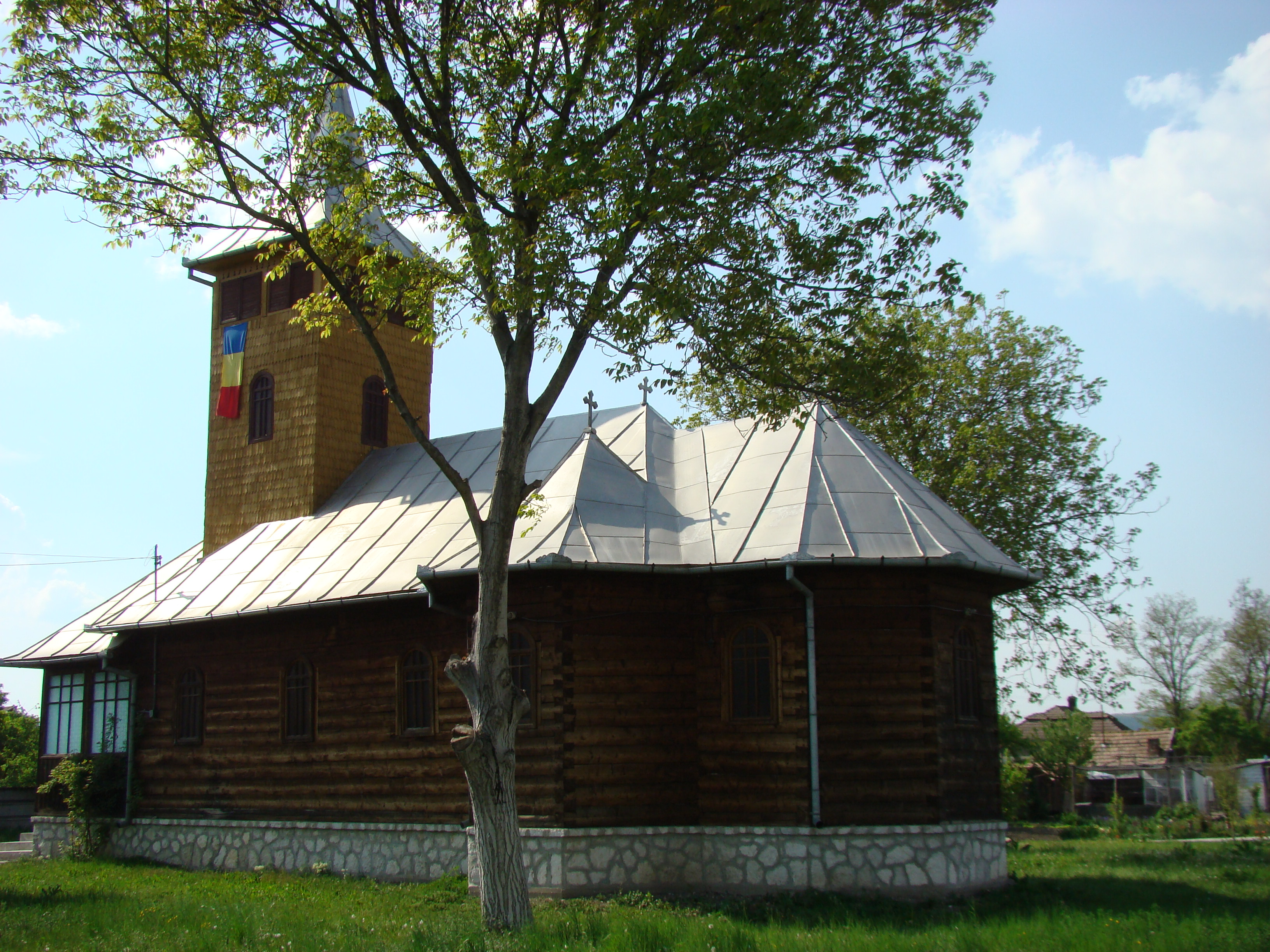
Vedere de ansamblu
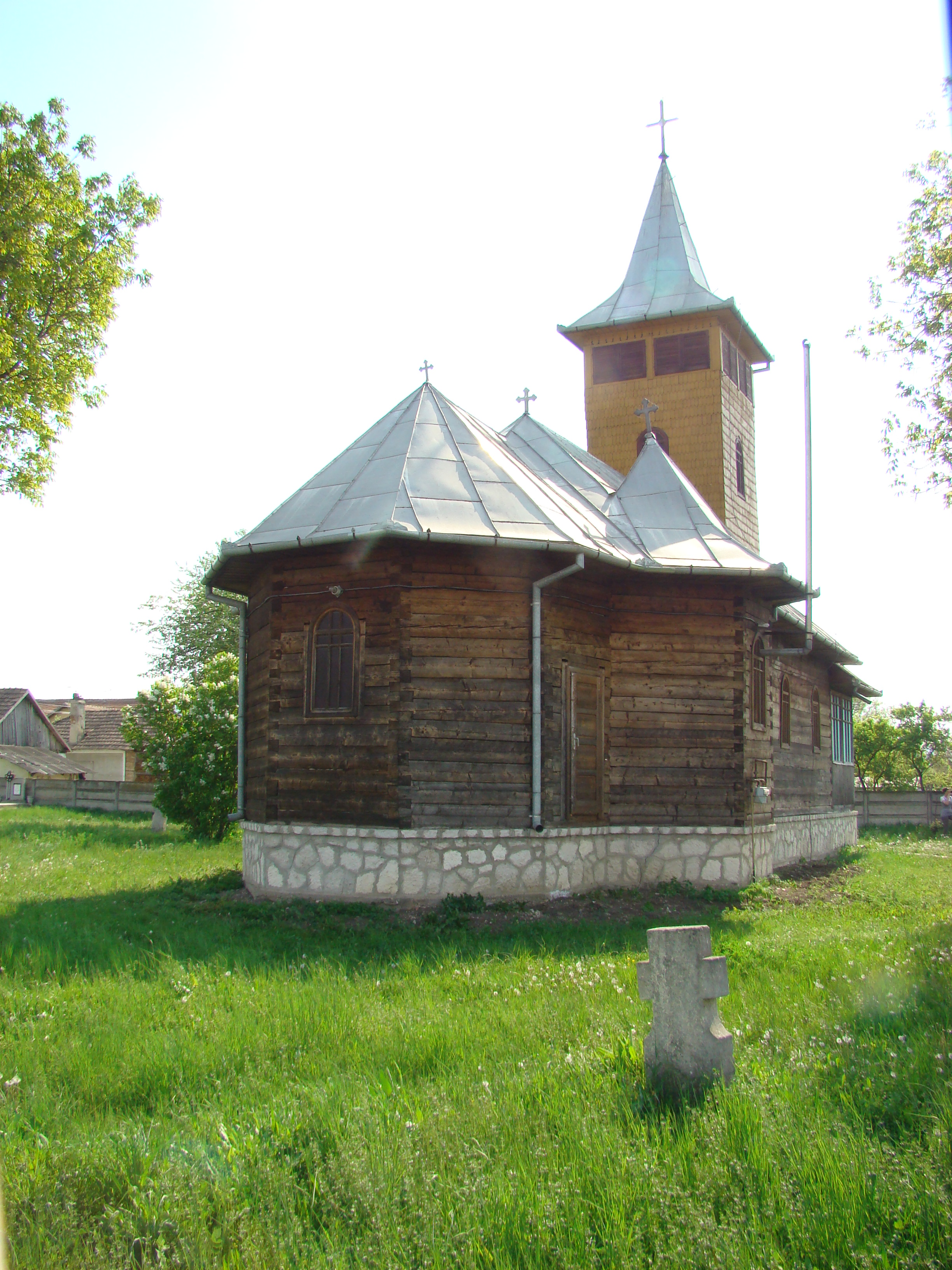
Vedere de ansamblu spre absida altarului
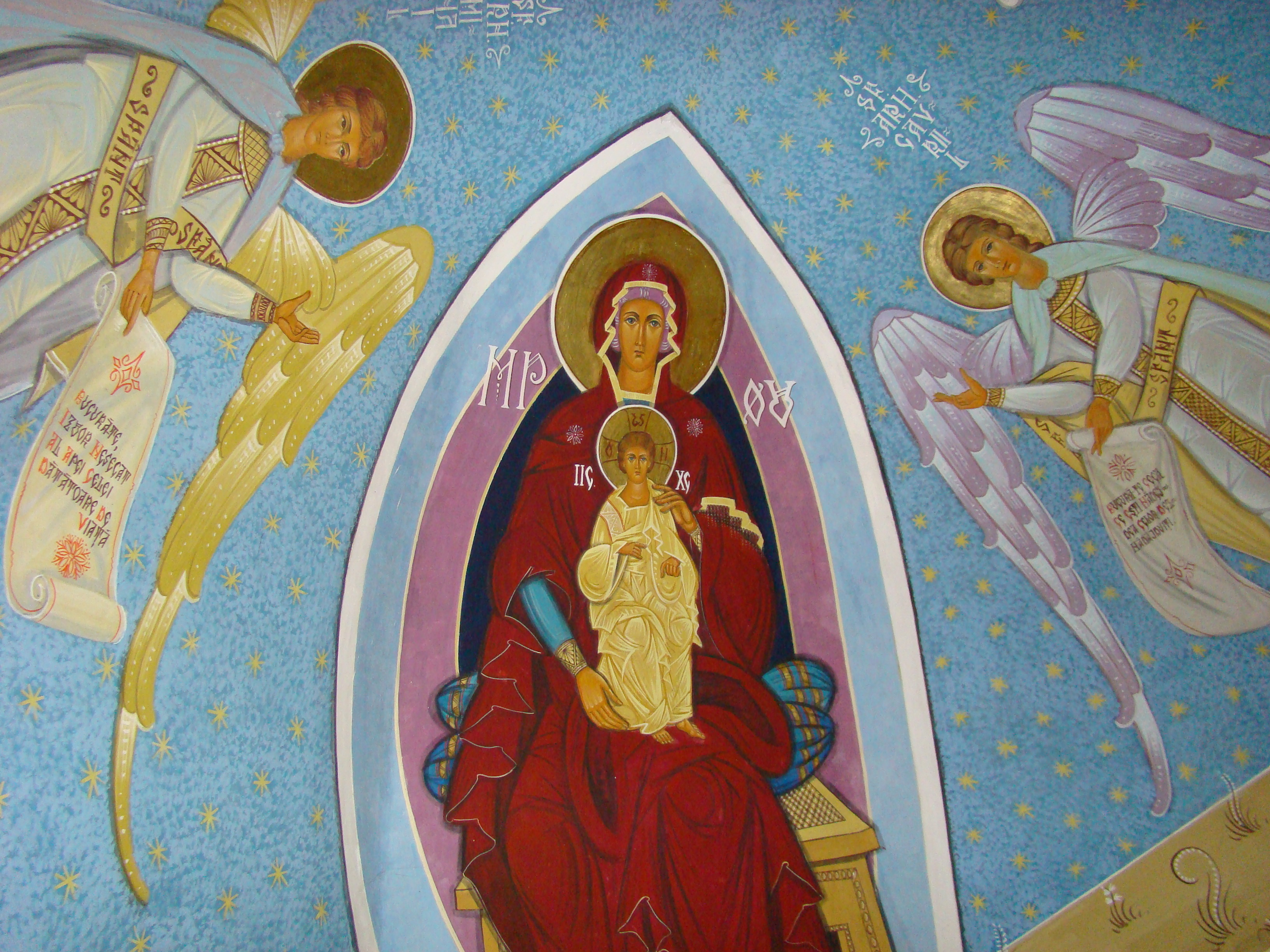
Pictura: Maica Domnului cu pruncul Isus
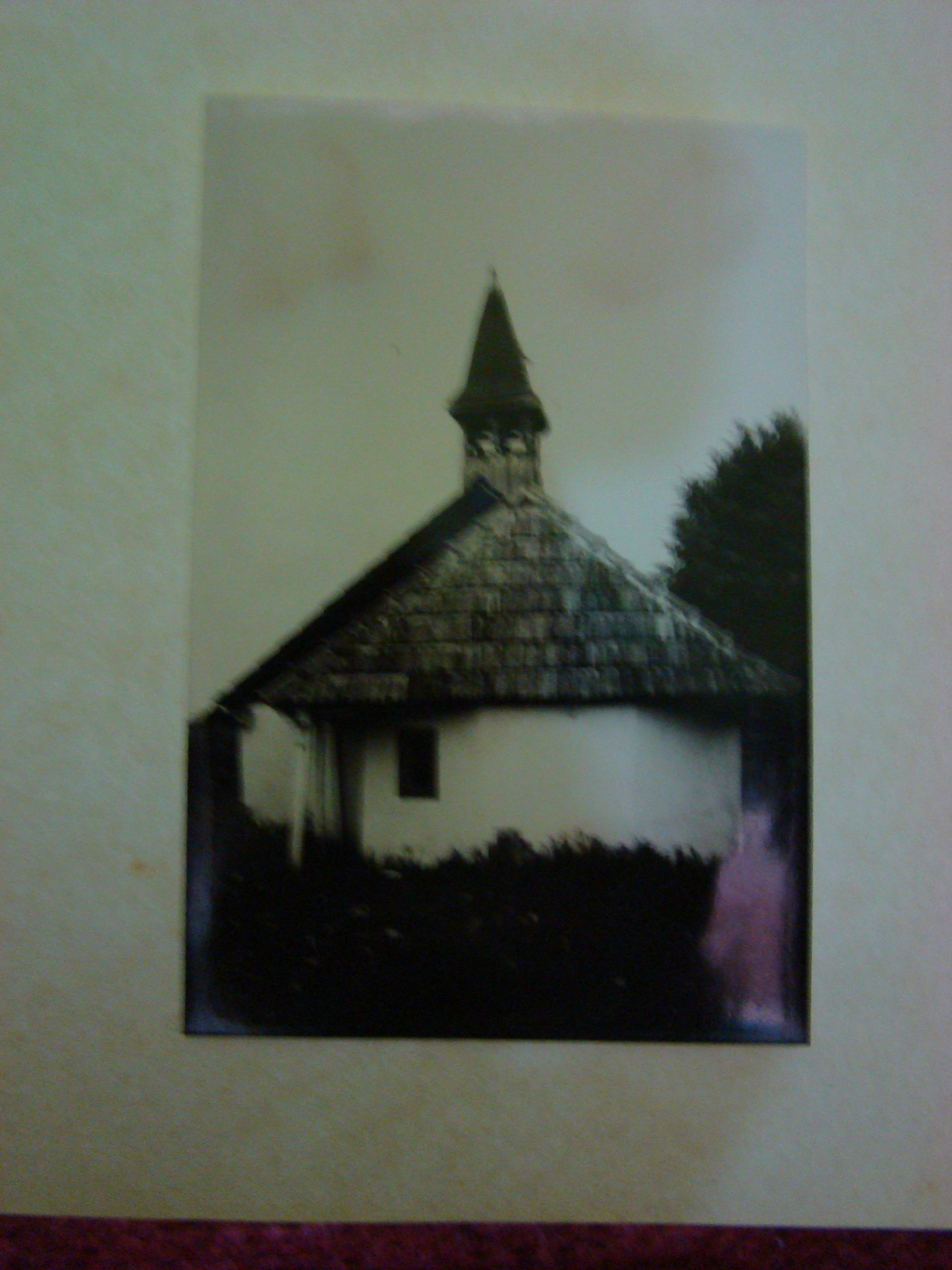
Fotografia bisericii vechi
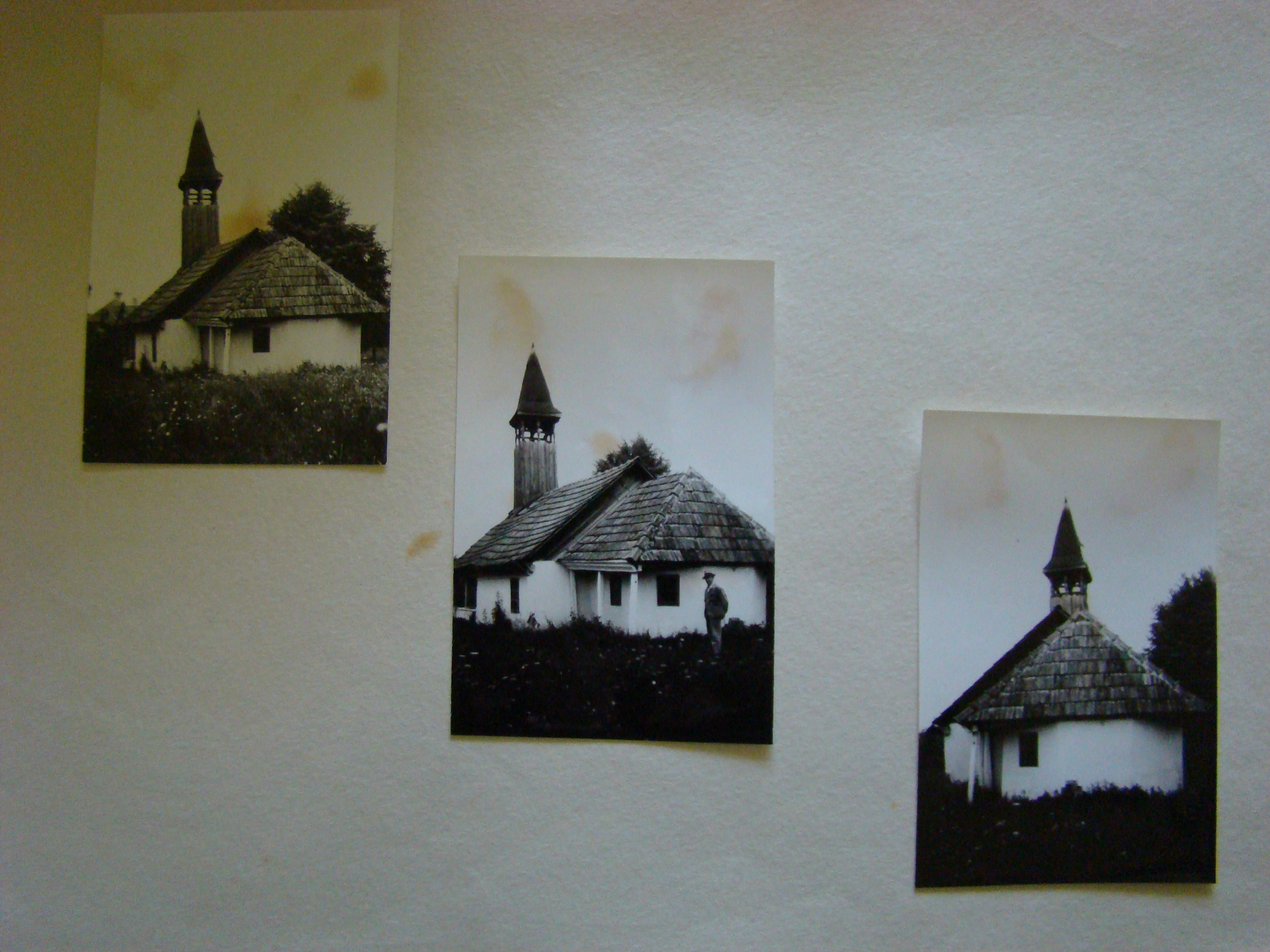
Alte fotografii cu biserica veche
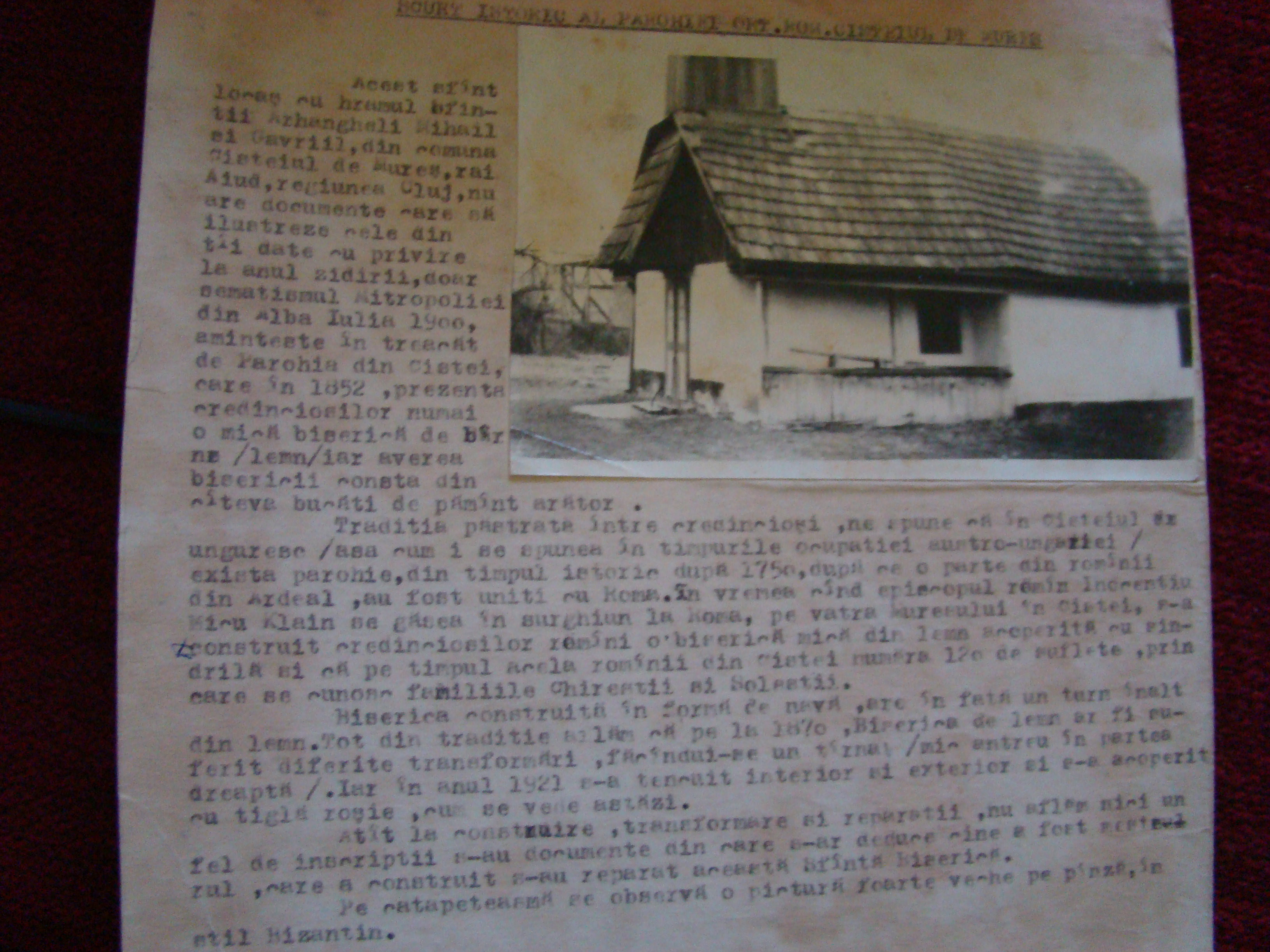
Istoricul bisericii
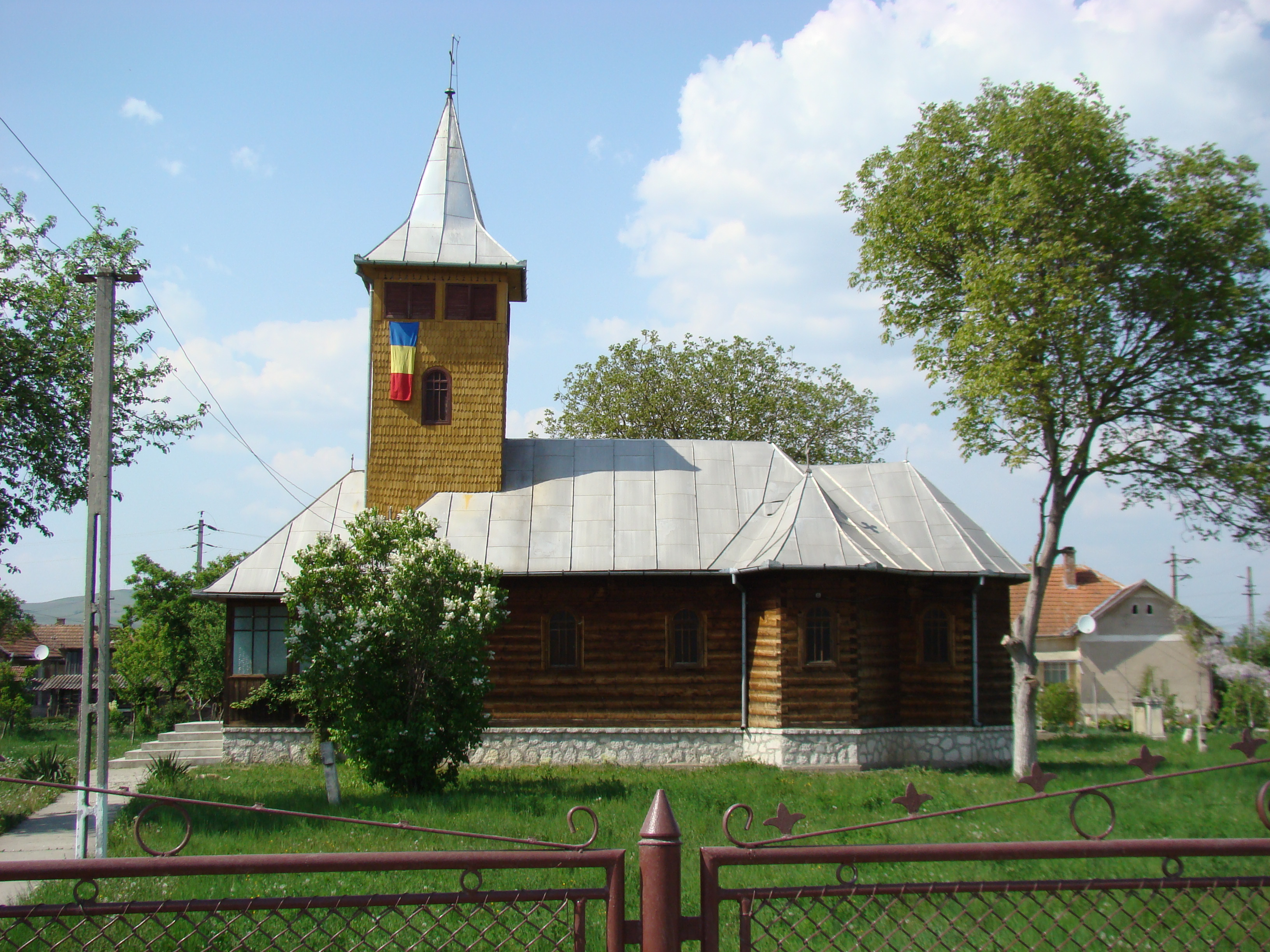
Vedere laterală
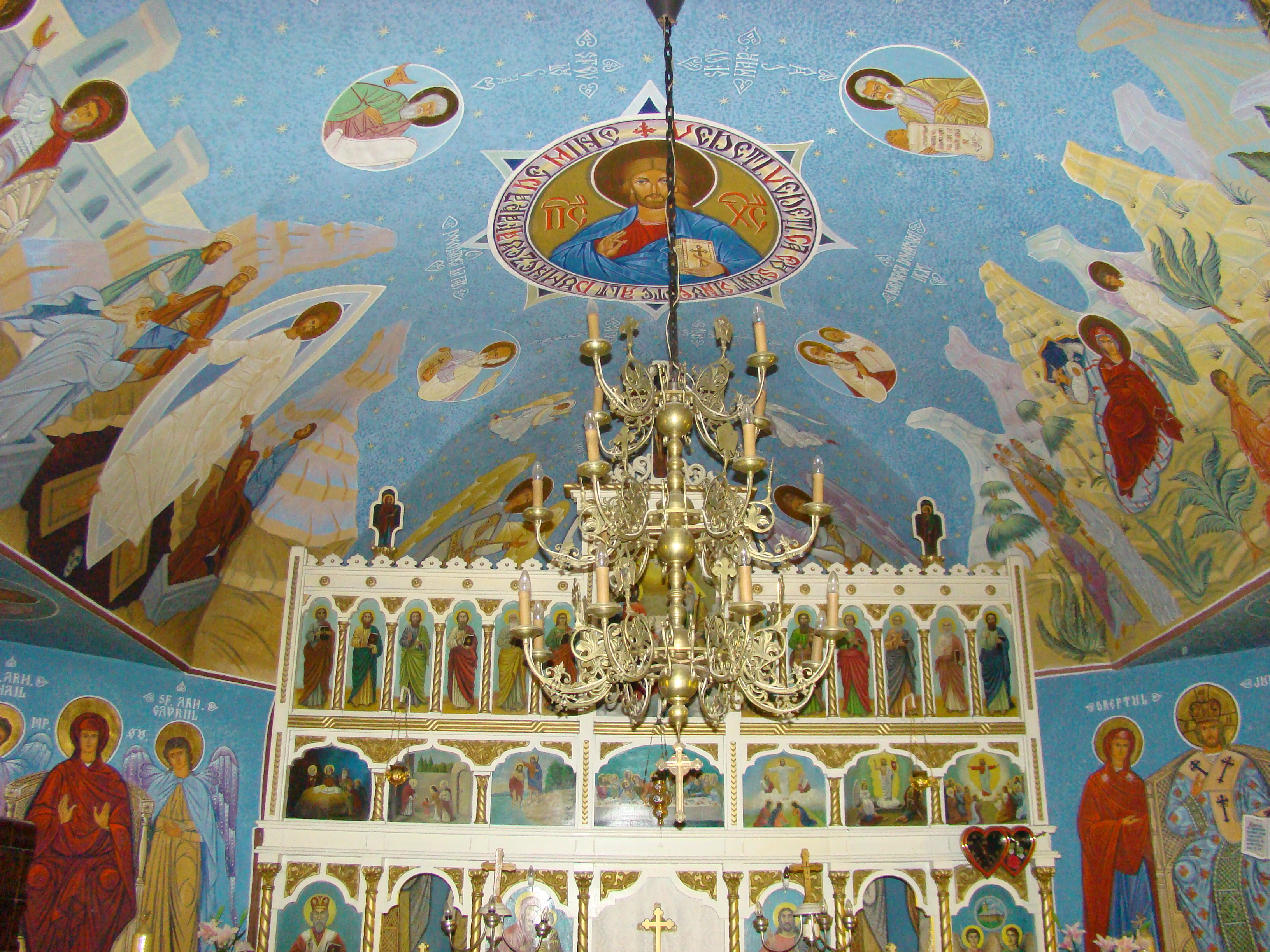
Bolta şi partea superioară a iconostasului
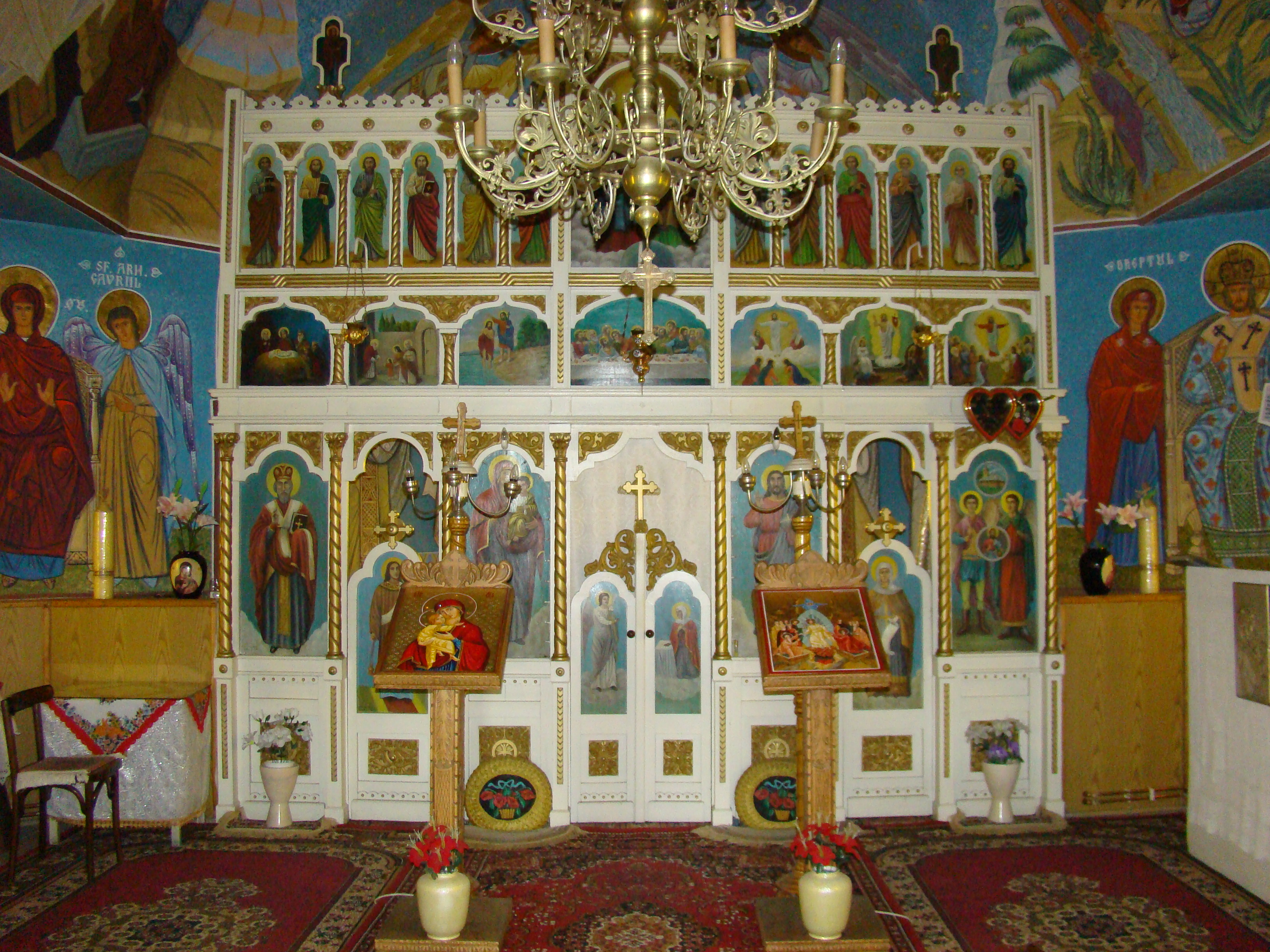
Iconostasul
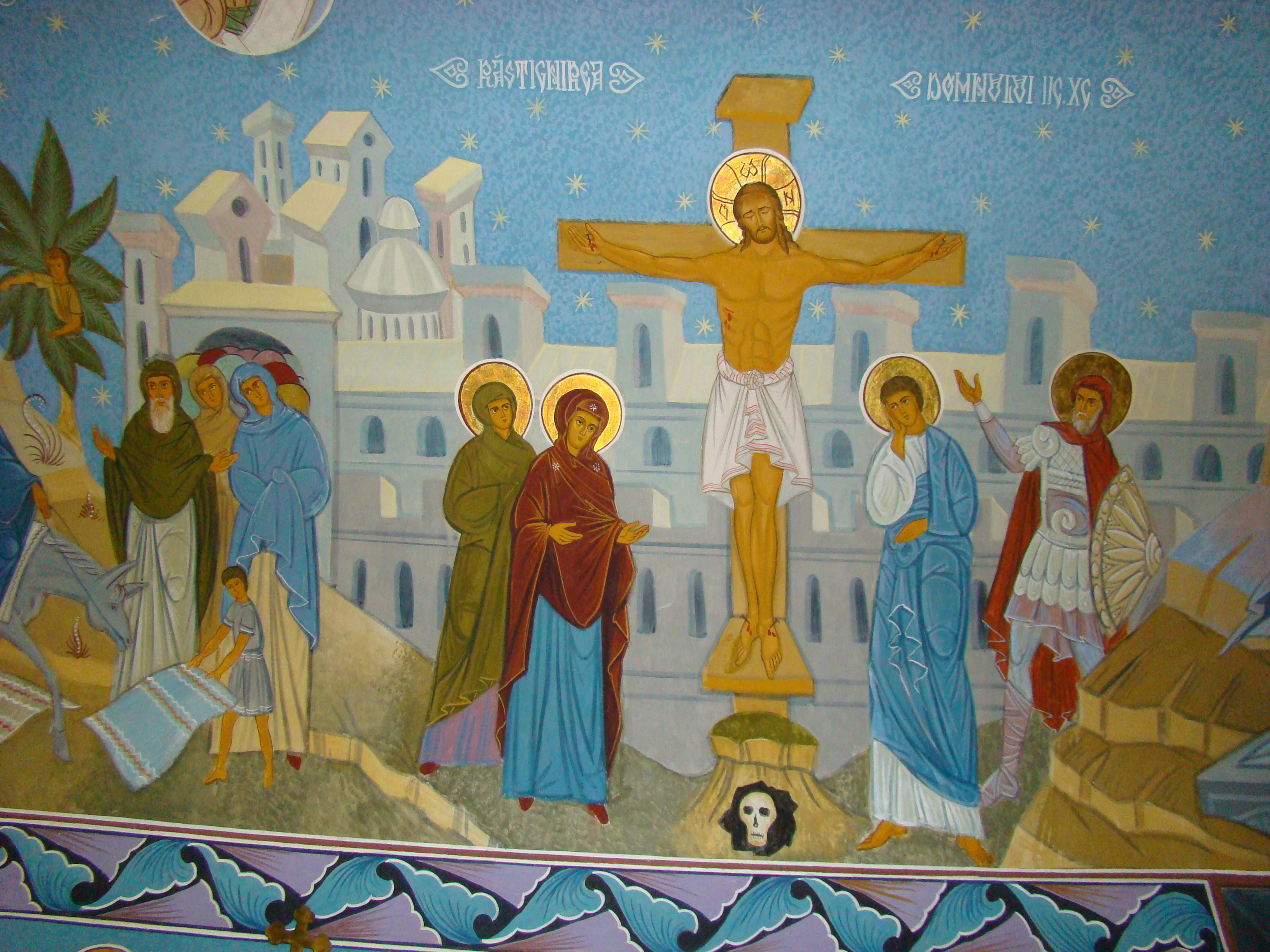
Răstignirea Domnului
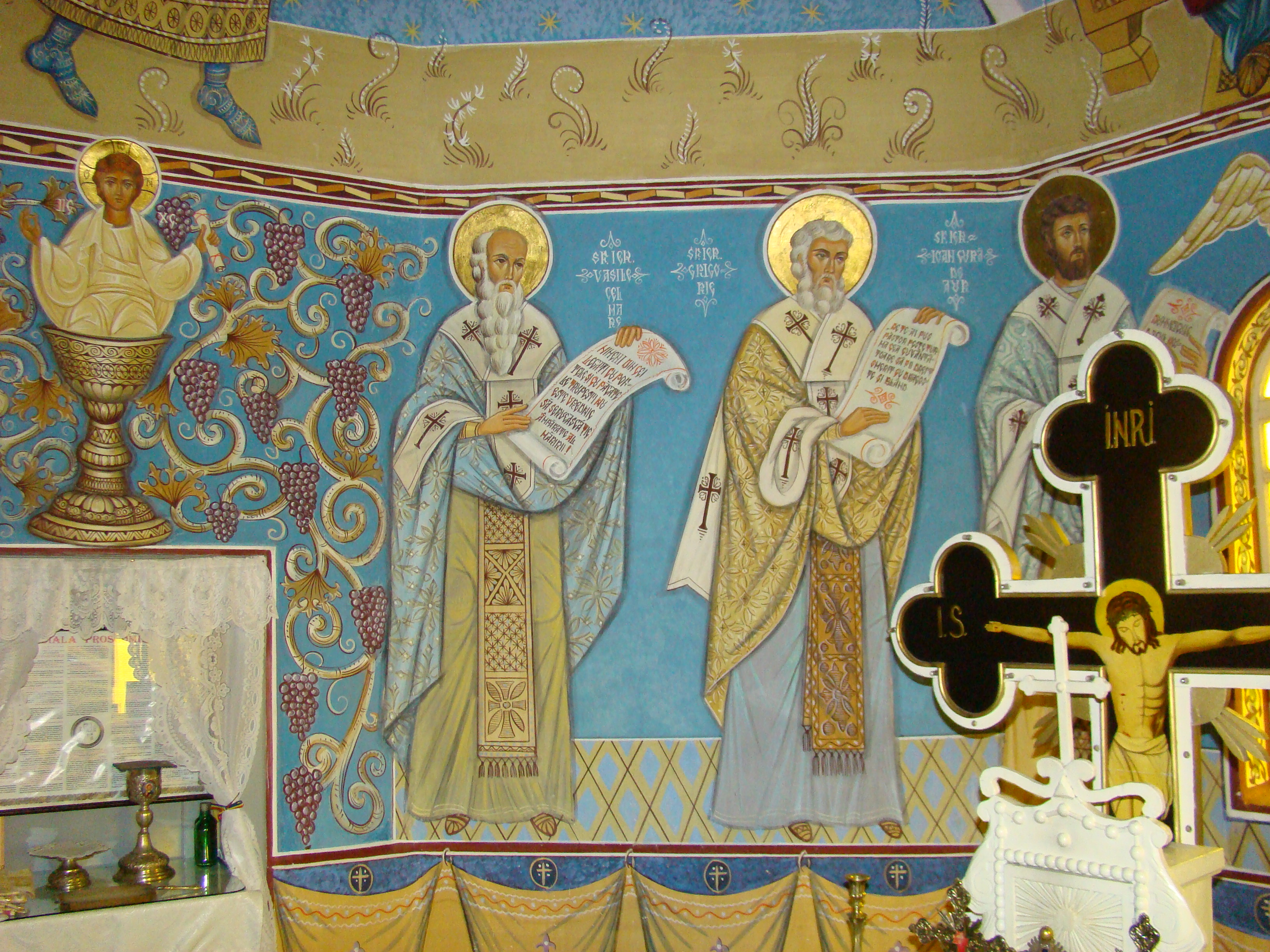
Detaliu din pictura absidei altarului
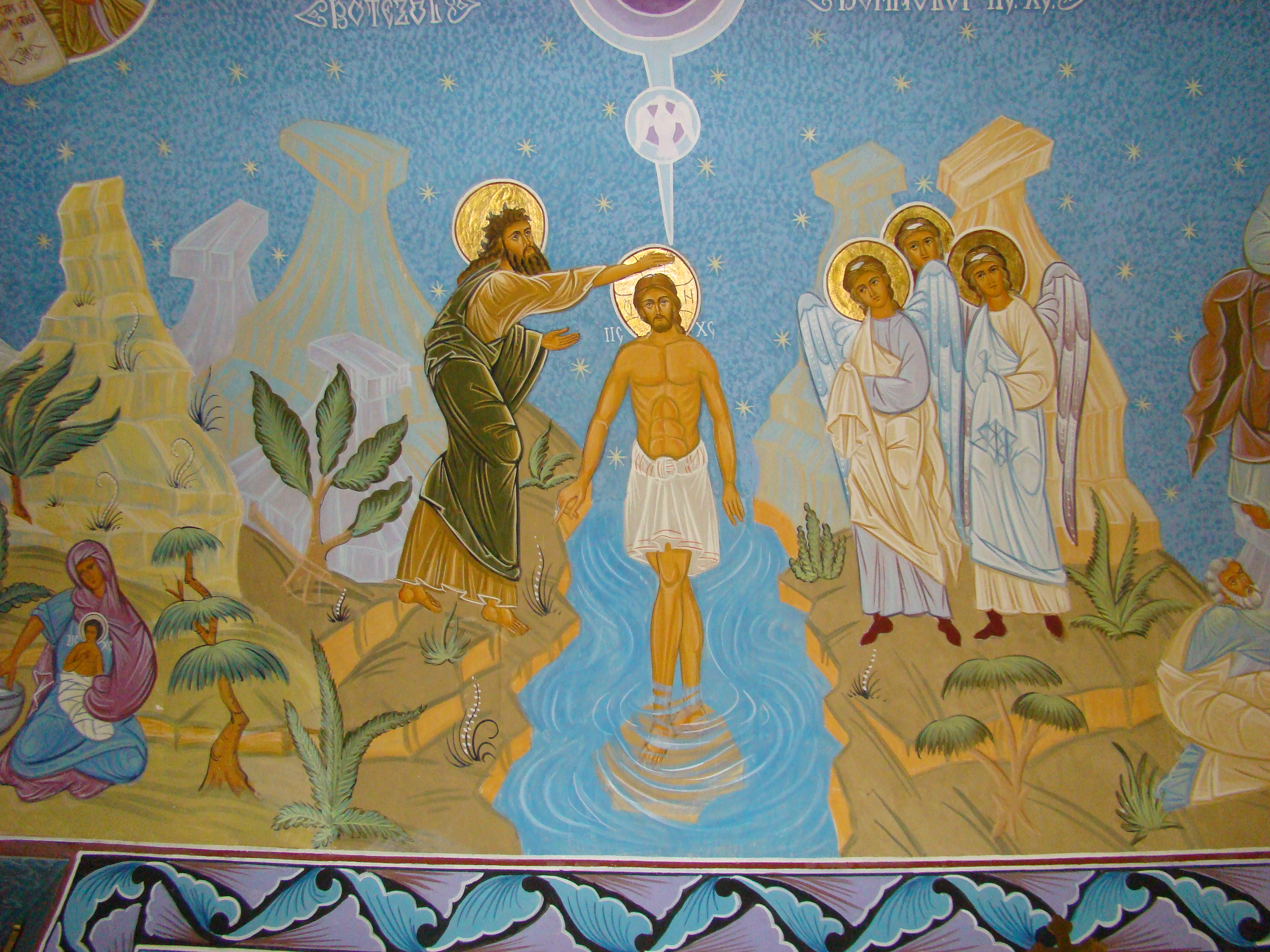
Botezul Domnului